# NGC 410
NGC 410 é uma galáxia  localizada na direcção da constelação de Pisces. Possui uma declinação de +33° 09' 09" e uma ascensão recta de 1 horas, 10 minutos e 58,8 segundos.
A galáxia NGC 410 foi descoberta em 12 de Setembro de 1784 por William Herschel.